# Cosalá (kommun)
Cosalá är en kommun i Mexiko.   Den ligger i delstaten Sinaloa, i den centrala delen av landet, 1 000 km nordväst om huvudstaden Mexico City. Antalet invånare är 16 292. Arean är 2 665 kvadratkilometer.
Terrängen i Cosalá är bergig österut, men västerut är den kuperad.
Följande samhällen finns i Cosalá:
- Cosalá
- San Miguel de las Mesas
- Chapala
- El Ranchito
- Higueras de Campaña
- Las Habas
- La Huerta
- Los Cedritos
- Chiricahueto
- San José de las Bocas
- Pueblo de Alayá
- La Tasajera
- Higuera Larga
- El Portezuelo